# 범규
범규(본명: 최범규, 한국 한자: 崔杋圭, 2001년 3월 13일 ~ )는 대한민국의 보이 그룹 투모로우바이투게더의 멤버이다. 

## 학력
- 대구태암초등학교 (전학)
- 대구관문초등학교 (졸업)
- 구암중학교 (졸업)
- 한림연예예술고등학교 (실용무용과 / 졸업)